# Gabiano
Gabiano (das antike Gabianum; piemontesisch Gabian) ist eine Gemeinde in der Provinz Alessandria, Piemont. 

## Lage und Einwohner
Gabiano liegt 50 km nordöstlich von der Provinzhauptstadt Alessandria entfernt in der Weinregion Monferrato. Das 17 km² große Gemeindegebiet grenzt an den Po und an die Provinz Vercelli. Sie liegt auf einer Höhe von rund 300 m s.l.m. und hat 1021 (Stand 31. Dezember 2023) Einwohner.
Die Nachbargemeinden sind Camino, Cerrina Monferrato, Fontanetto Po (VC), Mombello Monferrato, Moncestino, Palazzolo Vercellese (VC) und Villamiroglio.

### Bevölkerungsentwicklung
Die Entvölkerung des Gebiets führte ab 1911 innerhalb von hundert Jahren zu einem Rückgang der ständigen Wohnbevölkerung um über 60 %.

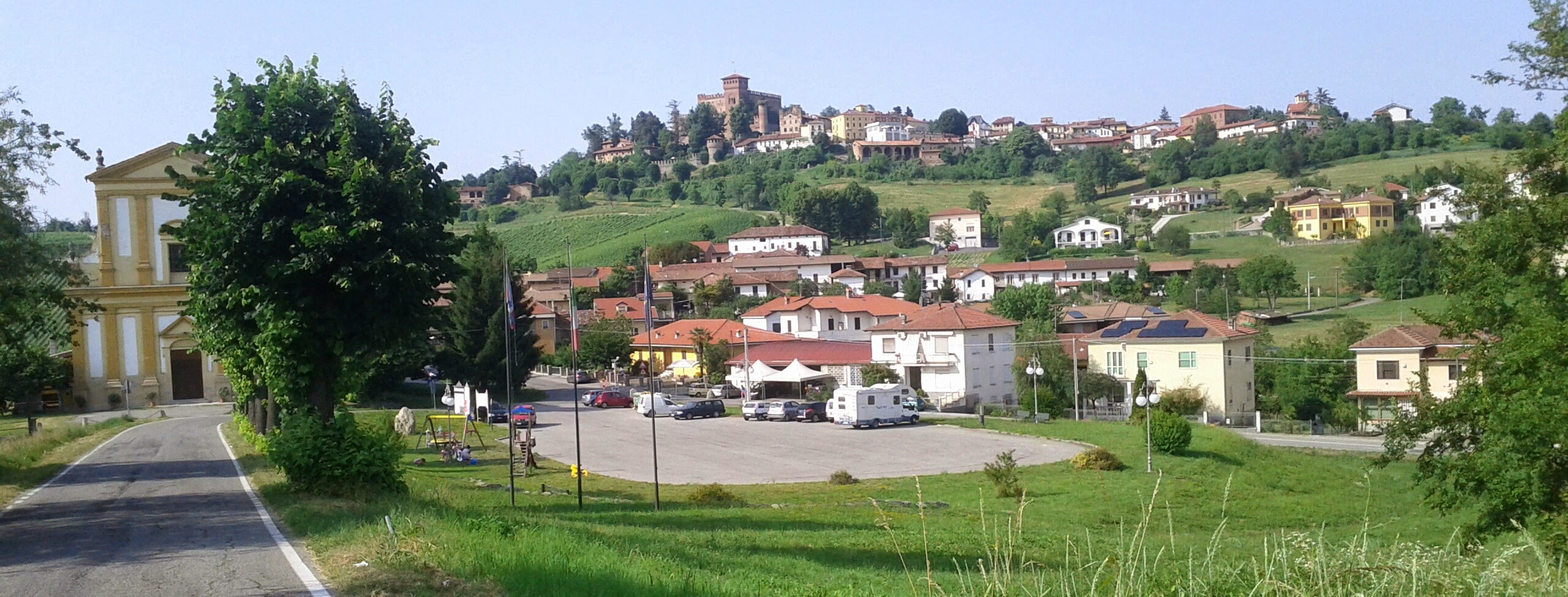
Gabiano in Piemont

## Geschichte

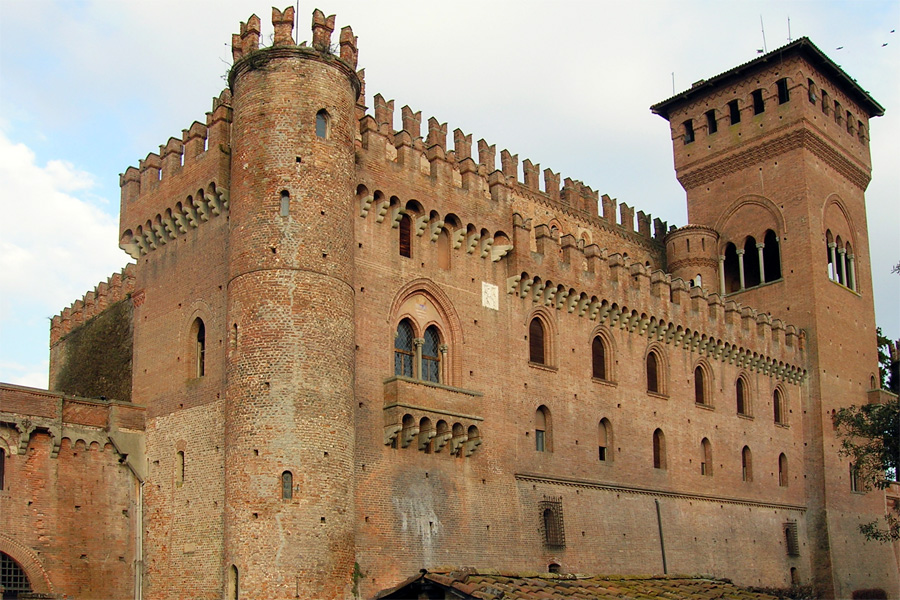
Die Burg von Gabiano

Die erste urkundliche Erwähnung stammt aus dem Jahr 999. Seine Ursprünge reichen aber bis in die Römerzeit zurück, wie ein Meilenstein mit einer Doppelinschrift von Diokletian und Maximian sowie Valentinian und Valens beweist, der heute im Leone-Museum in Vercelli aufbewahrt wird. Das gleiche Gebiet war auch von Siedlungen germanischer Völker betroffen.
Die Burg von Gabiano wurde 1164 von Kaiser Friedrich Barbarossa den Markgrafen von  Montferrat zu Lehen gegeben. Es folgten verschiedene Familien als Lehnsnehmer, bis 1622 Herzog Ferdinando Gonzaga sie zur Begleichung von Schulden dem Genueser Patrizier Agostino Durazzo Pallavicini abtrat, der auch den Titel Marchese di Gabiano annahm. Im 18. Jahrhundert wurden ihre fortifikatorischen Elemente beseitigt, jedoch ab 1907 rekonstruiert und um 1930 wurden die Säle im Auftrag von Matilde Durazzo Pallavicini geb. Prinzessin Giustiniani mit mittelalterlichen Motiven neu ausgemalt. Heute gehört die Burg samt 260 ha Gutsbesitz (davon 20 ha Weinberge) ihrem Neffen, dem Marchese Giacomo Cattaneo Adorno.

## Kulinarische Spezialitäten
Nach der Gemeinde ist der Wein Gabiano benannt. Einige Rebflächen der Gemeinde Gabiano gehören zur DOC Rubino di Cantavenna. Bei Gabiano werden auch Reben der Sorte Barbera für den Barbera d’Asti, einen Rotwein mit DOCG Status angebaut.
Gabiano ist auch als Haselnuss Anbaugebiet bekannt. Jeweils im September findet hier die Piemontesischen Haselnussmarktmesse (Fiera Mercato della Nocciola) statt.